# 1805 Dirikis
Dirikis (asteróide 1805) é um asteróide da cintura principal com um diâmetro de 25,7 quilómetros, a 2,7536208 UA. Possui uma excentricidade de 0,1210685 e um período orbital de 2 025,42 dias (5,55 anos).
Dirikis tem uma velocidade orbital média de 16,82744553 km/s e uma inclinação de 2,51702º.
Esse asteróide foi descoberto em 1 de Abril de 1970 por Lyudmila Chernykh.